# Jean-Paul Gobel
Jean-Paul Aimé Gobel (* 14. Mai 1943 in Thonon-les-Bains, Département Haute-Savoie, Frankreich) ist ein Diplomat des Heiligen Stuhls. 

## Leben
Der Bischof von Annecy, Jean-Baptiste Sauvage, weihte ihn am 29. Juni 1969 zum Priester. Nach seiner kirchenrechtlichen Ausbildung an der Päpstlichen Diplomatenakademie in Rom von 1972 bis 1974 war er in den Nuntiaturen des Heiligen Stuhls in Australien, Mosambik, Nicaragua, Burundi und auf den Philippinen tätig. Papst Paul VI. verlieh ihm am 14. Mai 1976 den Ehrentitel Kaplan Seiner Heiligkeit (Monsignore).
Am 7. Dezember 1993 ernannte ihn Papst Johannes Paul II. zum Titularerzbischof von Calatia und zum Apostolischen Nuntius in Armenien sowie Georgien und spendete ihm am 6. Januar 1994 im Petersdom die Bischofsweihe; Mitkonsekratoren waren die Kurienerzbischöfe Giovanni Battista Re und Josip Uhač. 
1994 wurde er zudem zum Apostolischen Nuntius in Aserbaidschan. Am 6. Dezember 1997 wurde er zum Apostolischen Nuntius in Senegal, Guinea-Bissau, Mali und auf den Kap Verden.  In Mauretanien wirkte er als Apostolischer Administrator. Am 31. Oktober 2001 wurde er zum Apostolischen Nuntius in Nicaragua. Papst Benedikt XVI. ernannte ihn am 10. Oktober 2007 zum Apostolischen Nuntius im Iran.
Am 5. Januar 2013 wurde er von Papst Benedikt XVI. zum Apostolischen Nuntius in Ägypten ernannt und zum Delegierten des Heiligen Stuhls bei der Arabischen Liga bestellt. Zudem soll er den langjährigen Dialogprozess mit der islamischen Azhar-Universität wiederbeleben. Das Amt des Apostolischen Nuntius hatte er bis zum 3. Januar 2015 inne. 